# Festival du film de Pula 2021
Le Festival du film de Pula 2021, 68e édition du festival, se déroule du 17 au 24 juillet 2021.

## Déroulement et faits marquants
Paweł Pawlikowski sera président du jury.
A Blue Flower (Plavi cvijet) de Zrinko Ogresta remporte le prix du meilleur film et du meilleur réalisateur.

## Jury

### Sélection croate
- Paweł Pawlikowski (président du jury), réalisateur
- Zrinka Cvitešić, actrice
- Mimi Plauché, directrice artistique du festival international du film de Chicago
- Danilo Šerbedžija, réalisateur
- Mirko Pivčević, directeur de la photographie

### Sélection internationale
- Ben Hopkins, Lana Barić et Rada Šešić

### Critique
- Magdalena Miedl, Nenad Polimac et Mihai Fulger

## Sélection

### Sélection croate
- Murina de Antoneta Alamat Kusijanović
- A Blue Flower (Plavi cvijet) de Zrinko Ogresta
- Tune Up de Stanislav Tomić
- Once We Were Good to You de Branko Schmidt
- The Dawn (Zora) de Dalibor Matanić
- Manhattan Odyssey de Mario Vrbančić

### Sélection internationale
- Bad Luck Banging or Loony Porn de Radu Jude
- Games People Play de Jenni Toivoniemi
- Why Not You (Hochwald) de Evi Romen
- South Wind 2: Speed Up de Miloš Avramović
- The Campaign de Marian Crisan
- Fox in a Hole de Arman T.Riahi
- Limbo de Ben Sharrock
- My Lake de Gjergj Xhuvani
- Thou Shalt Not Hate (Non odiare) de Mauro Mancini
- Nowhere Special de Uberto Pasolini

## Palmarès

### Sélection croate
- Grande Arène d'or du meilleur film : A Blue Flower (Plavi cvijet) de Zrinko Ogresta
- Arène d'or du meilleur réalisateur : Zrinko Ogresta pour A Blue Flower (Plavi cvijet)
- Arène d'or du meilleur scénario : Sandra Antolić, Ognjen Sviličić et Branko Schmidt pour Once We Were Good to You
- Arène d'or de la meilleure actrice : Vanja Ćirić pour son rôle dans A Blue Flower
- Arène d'or du meilleur acteur : Rene Bitorajac pour son rôle dans Once We Were Good to You
- Arène d'or de la meilleure actrice dans un second rôle : Danica Ćurčić pour son rôle dans Murina
- Arène d'or de la révélation : Antoneta Alamat Kusijanović, réalisatrice et scénariste de Murina
- Arène d'or de la meilleure photographie : Marko Brdar pour The Dawn (Zora)
- Arène d'or du meilleur montage : Tomislav Pavlic pour The Dawn (Zora)
- Arène d'or de la meilleure musique : Alen Sinkauz et Nenad Sinkauz pour The Dawn (Zora)
- Arène d'or du meilleur son : Mirko Perri et Julij Zornik pour The Dawn (Zora)
- Prix du jury de la critique : A Blue Flower (Plavi cvijet) de Zrinko Ogresta

### Sélection internationale
- Meilleur film : Nowhere Special de Uberto Pasolini
- Mention spéciale : Games People Play de Jenni Toivoniemi
- Meilleure coproduction : Bad Luck Banging or Loony Porn de Radu Jude
- Prix du jury de la critique : Limbo de Ben Sharrock
- Prix du public : Nowhere Special de Uberto Pasolini